# چنگدو

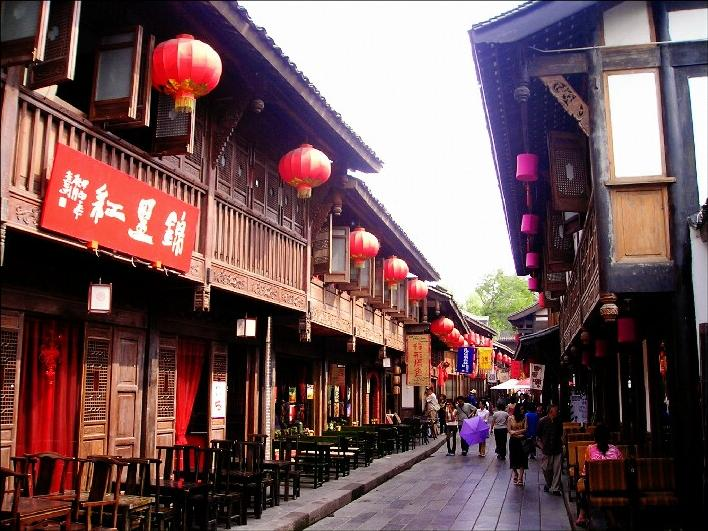
خیابان جینگلی در چنگدو

چنگدو (به چینی: 成都) (به انگلیسی: Chengdu) یکی از شهرهای جمهوری خلق چین و مرکز استان سیچوآن است. این شهر در جنوب غربی چین جای دارد و یکی از مهم‌ترین مرکزهای اقتصادی، ترابری و ارتباطی این کشور است.
جمعیت چنگدو برابر با ۲۰.۹۳۷.۷۵۷ نفر است (برآورد سال ۲۰۲۰).

## فرهنگ و فولکلور
مردم چنگدو (و به‌طور کلی سیچوآن) گرایش به خوردن غذاهای تند و پرادویه دارند. بر خلاف جمعیت کمتر چنگدو نسبت به شانگهای (کمتر از نصف)، تعداد قهوه‌خانه‌ها و بارهای آن بیشتر از شانگهای است.

## اقتصاد
چنگدو میزبان صنایع و بازارهای مهم و کلیدی در چین است. استان سیچوآن و شهر چنگدو از دیرباز پایتخت طب سنتی چینی بوده‌اند. این شهر همچنین به عنوان بنیانگذار صنایع الکترونیک و فناوری اطلاعات ملی در کشور شناخته می‌شود. شرکت‌های چندملیتی زیادی مانند اینتل، آی‌بی‌ام، نوکیا، آلکاتل، موتورولا، ساپ و مایکروسافت در این شهر مشغول به فعالیت هستند.

## نگارخانه

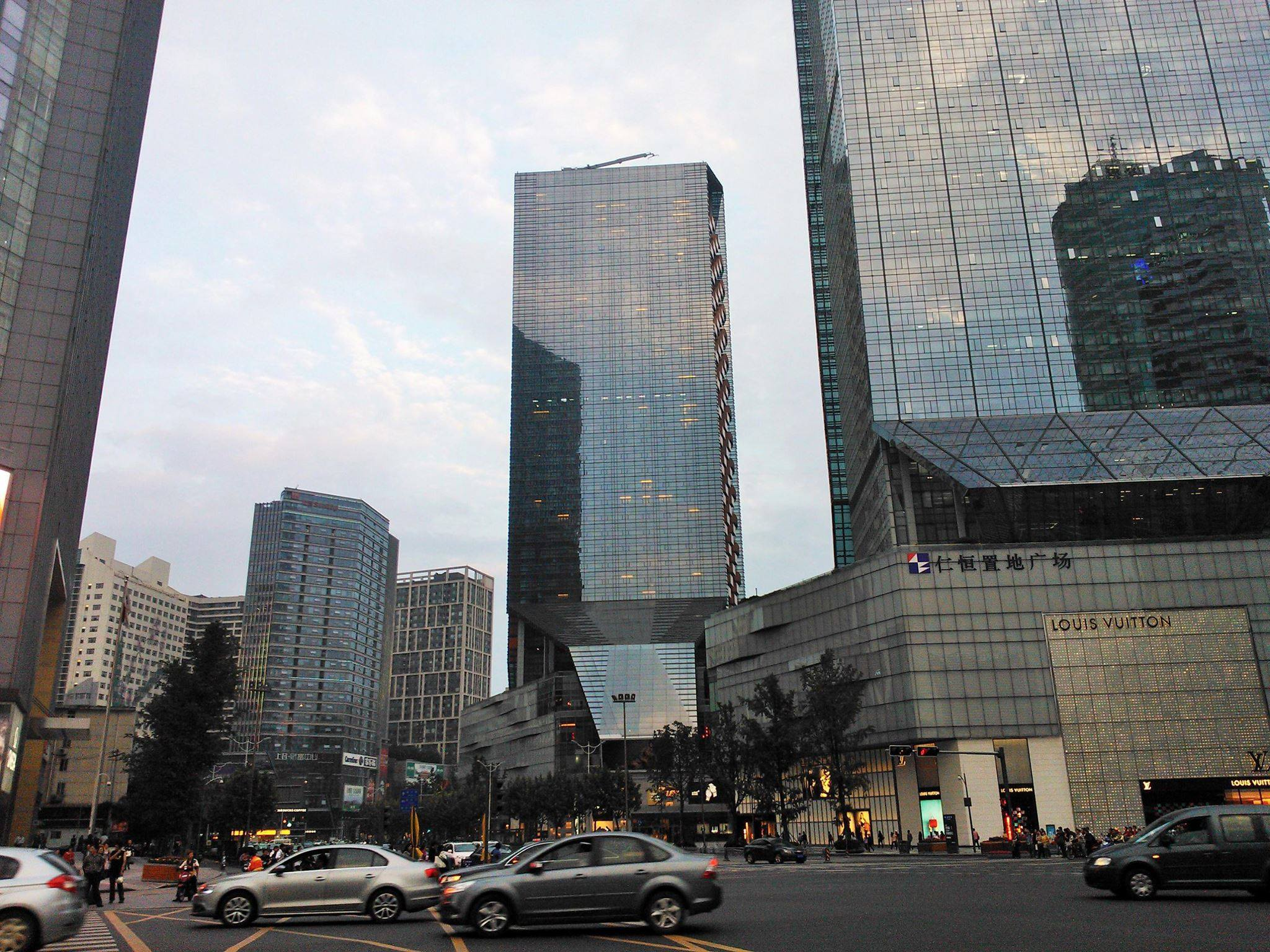
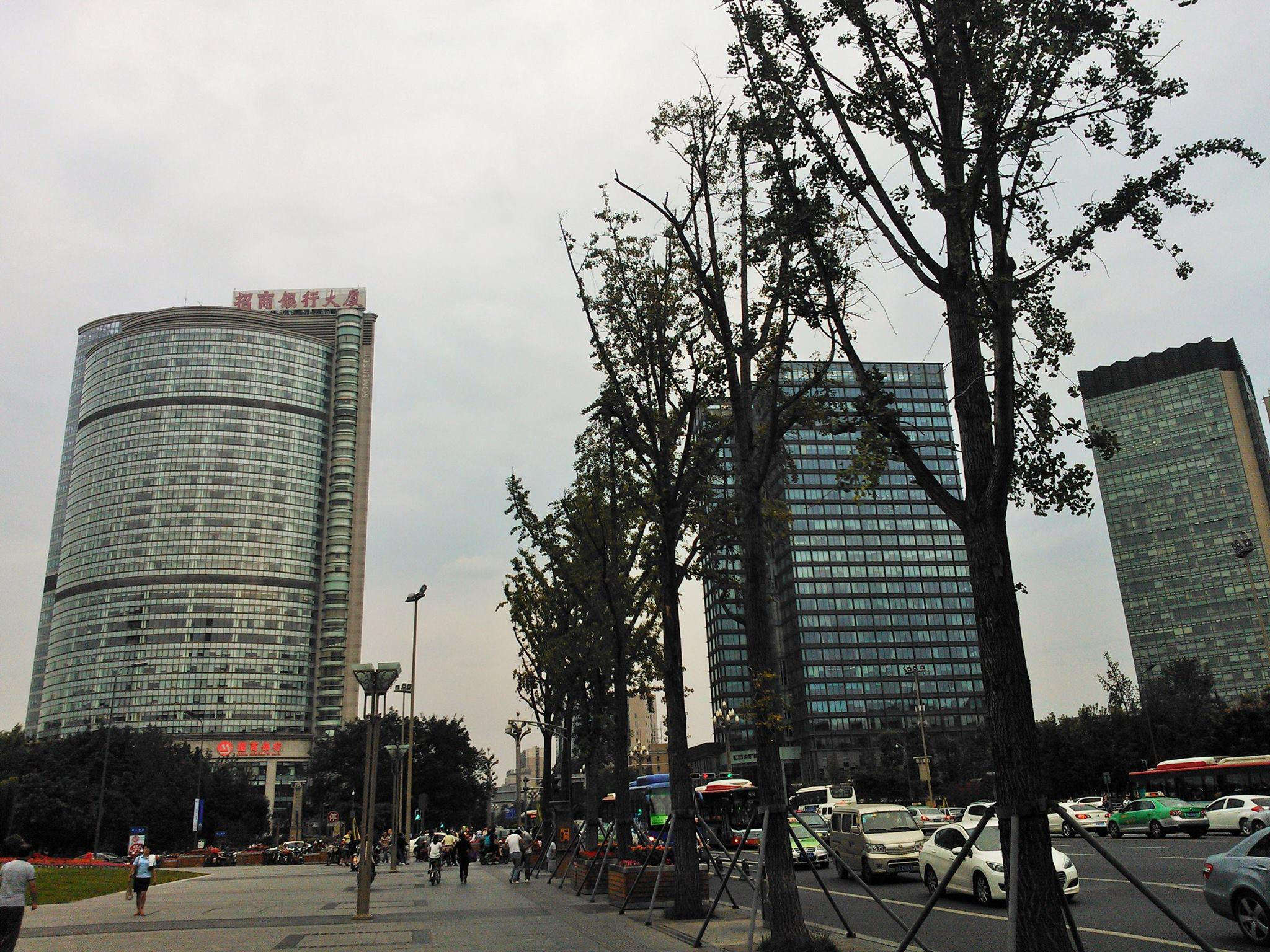
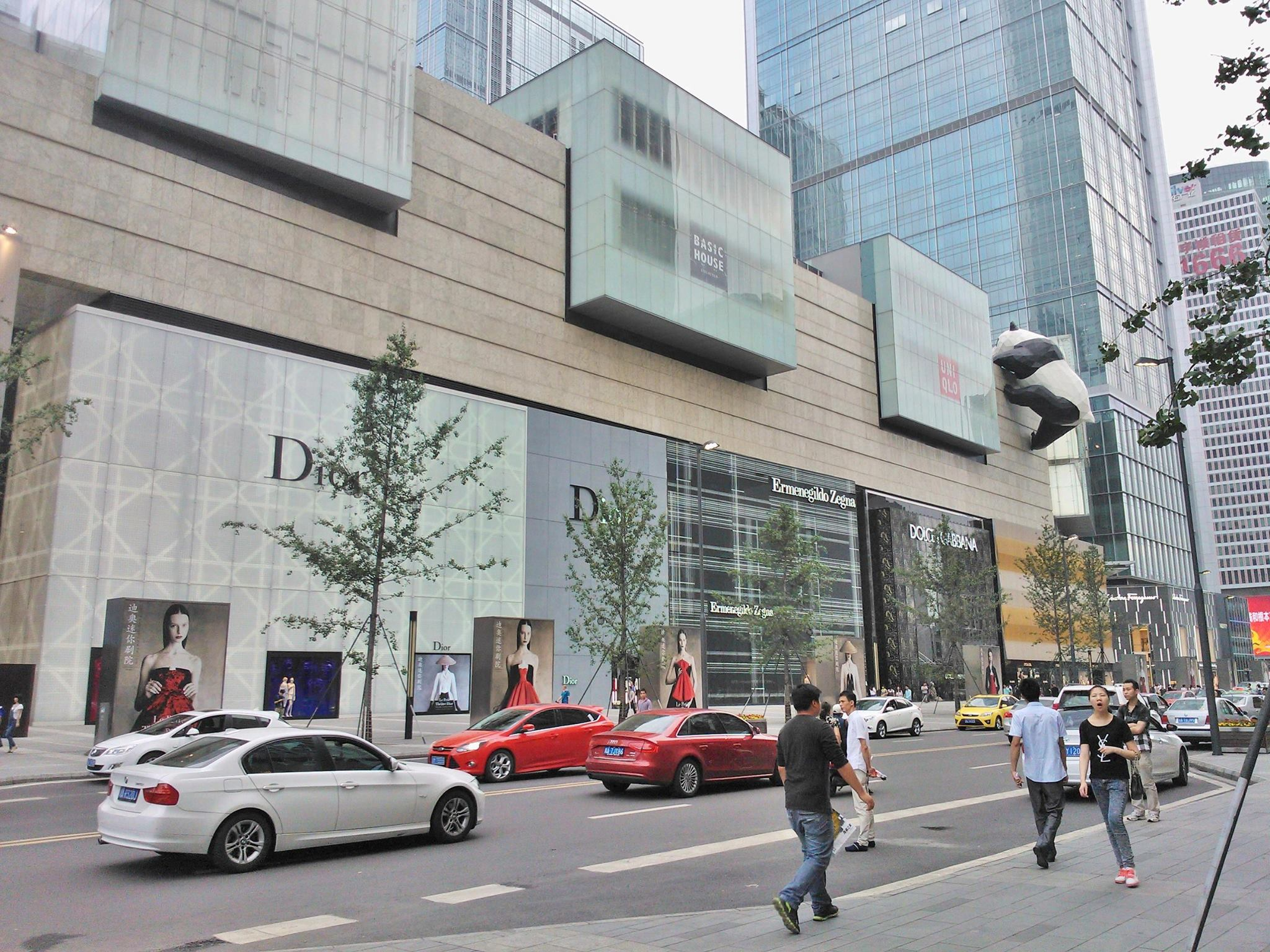
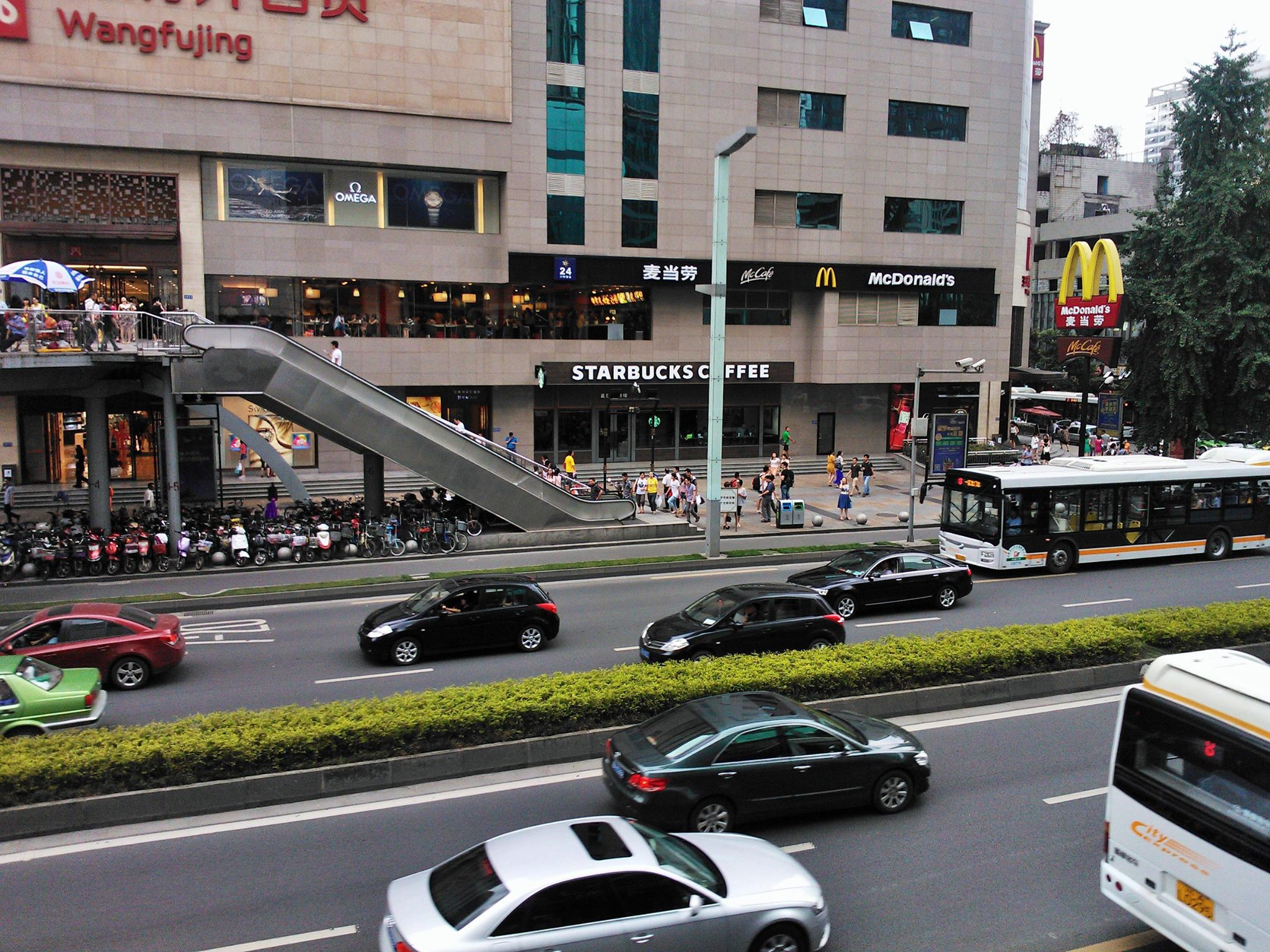
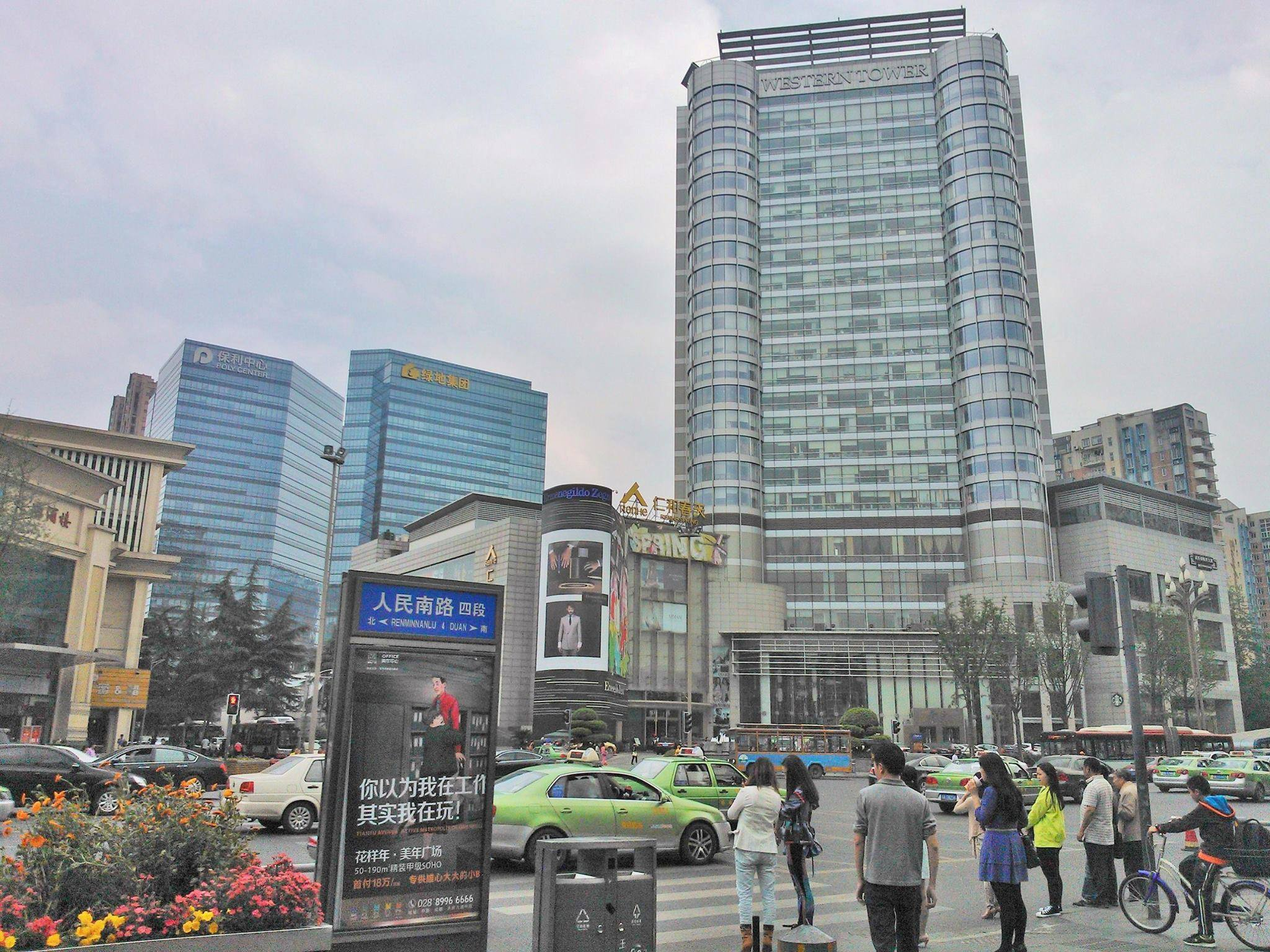
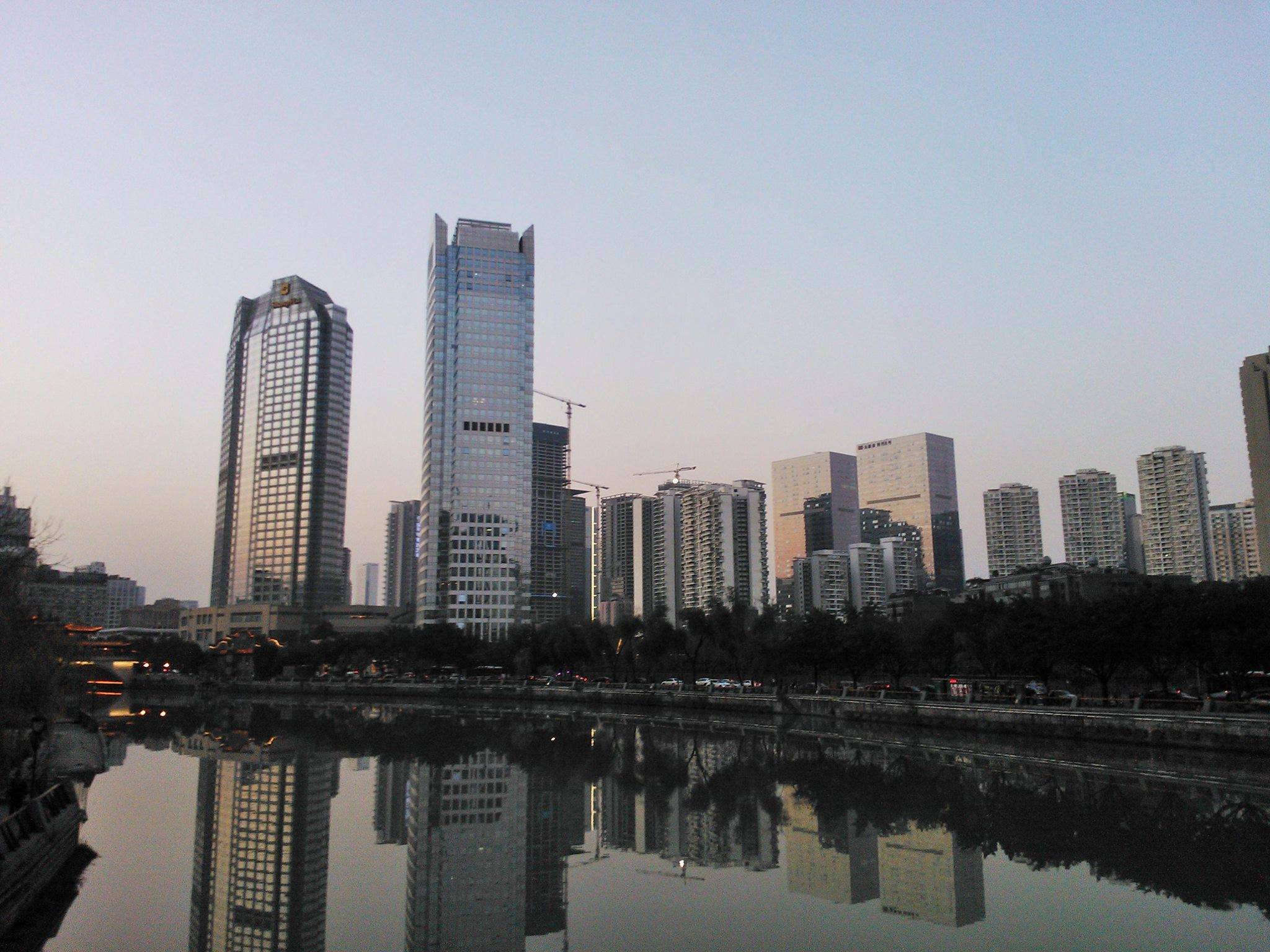
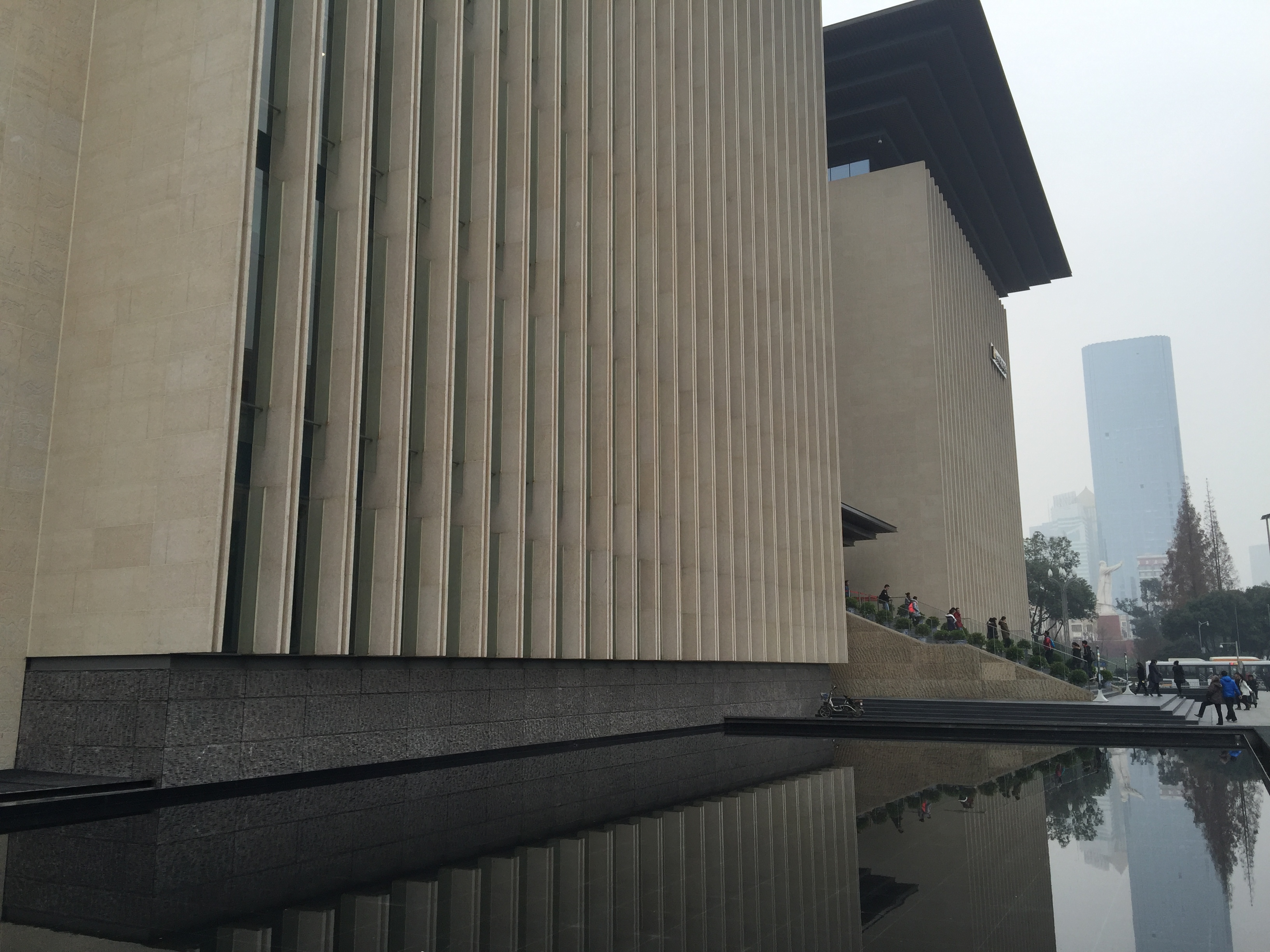